# Kolín (distrikt)
Kolín (tjeckiska: Okres Kolín) är ett distrikt i Mellersta Böhmen i Tjeckien. Centralort är Kolín.

## Komplett lista över städer och byar
(städer, köpstäder och byar)
- Barchovice
- Bečváry
- Bělušice
- Břežany I
- Břežany II
- Býchory
- Cerhenice
- Církvice
- Červené Pečky
- Český Brod
- Dobřichov
- Dolní Chvatliny
- Dománovice
- Doubravčice
- Drahobudice
- Grunta
- Horní Kruty
- Hradešín
- Chotutice
- Choťovice
- Chrášťany
- Jestřabí Lhota
- Kbel
- Klášterní Skalice
- Klučov
- Kolín
- Konárovice
- Kořenice
- Kouřim
- Krakovany
- Krupá
- Krychnov
- Křečhoř
- Kšely
- Libenice
- Libodřice
- Lipec
- Lošany
- Malotice
- Masojedy
- Mrzky
- Nebovidy
- Němčice
- Nová Ves I
- Ohaře
- Ovčáry
- Pašinka
- Pečky
- Plaňany
- Pňov-Předhradí
- Polepy
- Polní Chrčice
- Polní Voděrady
- Poříčany
- Přehvozdí
- Přistoupim
- Přišimasy
- Radim
- Radovesnice I
- Radovesnice II
- Ratboř
- Ratenice
- Rostoklaty
- Skvrňov
- Starý Kolín
- Svojšice
- Tatce
- Tismice
- Toušice
- Třebovle
- Tři Dvory
- Tuchoraz
- Tuklaty
- Týnec nad Labem
- Uhlířská Lhota
- Veletov
- Velim
- Velký Osek
- Veltruby
- Vitice
- Volárna
- Vrátkov
- Vrbčany
- Zalešany
- Zásmuky
- Žabonosy
- Ždánice
- Žehuň
- Žiželice